# Mahtani ratio
El Ratio Mahtani es una métrica de crecimiento de segundo orden utilizada en análisis financieros y empresariales para medir la tasa de cambio del crecimiento a lo largo de múltiples periodos de tiempo. Cuantifica cómo la propia tasa de crecimiento se acelera o desacelera con el tiempo, basándose en al menos tres puntos de datos consecutivos (como ingresos trimestrales, beneficios o número de usuarios). El ratio se expresa como un porcentaje.

## Definición
Dada una secuencia de al menos tres valores consecutivos:
{\displaystyle Q_{0},Q_{1},Q_{2},...,Q_{n}}
Se definen las diferencias de primer orden (variaciones del crecimiento) como:
{\displaystyle \Delta _{i}=Q_{i+1}-Q_{i}}   para {\displaystyle i=0,1,...,n-1}
Luego, el Ratio Mahtani se calcula como el promedio del cambio porcentual entre deltas consecutivos:
{\displaystyle {\text{Ratio Mahtani}}={\frac {1}{n-2}}\sum _{i=0}^{n-3}\left({\frac {\Delta _{i+1}-\Delta _{i}}{\Delta _{i}}}\times 100\right)}

## Interpretación
- Valores positivos indican un crecimiento acelerado.
- Cero indica un crecimiento constante y lineal.
- Valores negativos indican una desaceleración o ralentización del crecimiento.
- La métrica considera tanto el crecimiento positivo como negativo, y no utiliza valores absolutos, lo que la hace sensible a los cambios de dirección en el rendimiento.

## Requisito mínimo de datos
El Ratio Mahtani requiere al menos tres puntos de datos consecutivos, ya que se basa en la comparación de dos deltas de crecimiento (es decir, dos cambios de primer orden).

## Ejemplo
Considera los ingresos trimestrales de una empresa (en millones):
| Trimestre | Ingresos |
| --------- | -------- |
| Q0        | –1000    |
| Q1        | –100     |
| Q2        | 100      |
| Q3        | 500      |

Cálculo de las deltas de crecimiento:
{\displaystyle \Delta _{0}=-100-(-1000)=900}
{\displaystyle \Delta _{1}=100-(-100)=200}
{\displaystyle \Delta _{2}=500-100=400}
Cálculo de los términos de Mahtani:
{\displaystyle R_{0}={\frac {200-900}{900}}\times 100=-77.78\%}
{\displaystyle R_{1}={\frac {400-200}{200}}\times 100=100.00\%}
Entonces, el Ratio Mahtani es:
{\displaystyle {\text{Ratio de Mahtani}}={\frac {-77.78+100}{2}}=11.11\%}

## Aplicaciones
El Ratio Mahtani es útil para:
- Análisis de crecimiento de startups
- Diagnóstico de tendencias de ingresos
- Monitoreo de la trayectoria de KPIs
- Comparaciones de inversión, especialmente cuando los porcentajes tradicionales resultan engañosos debido a cambios de signo

## Comparación con métricas de crecimiento tradicionales
Mientras que las métricas de crecimiento tradicionales comparan dos valores directamente (por ejemplo, {\displaystyle {\frac {Q_{2}-Q_{1}}{Q_{1}}}}), el Ratio Mahtani examina el cambio en la tasa de crecimiento a lo largo del tiempo, ofreciendo una visión más rica sobre el impulso, los puntos de inflexión y las reversiones de tendencia.
Por ejemplo:
- Pasar de –1000 → –100 → 100 muestra un fuerte impulso, pero el cambio porcentual tradicional de –100 a 100 mostraría erróneamente un –200% de crecimiento.
- El Ratio Mahtani, en cambio, refleja la aceleración del rendimiento.